# Jean Buridan

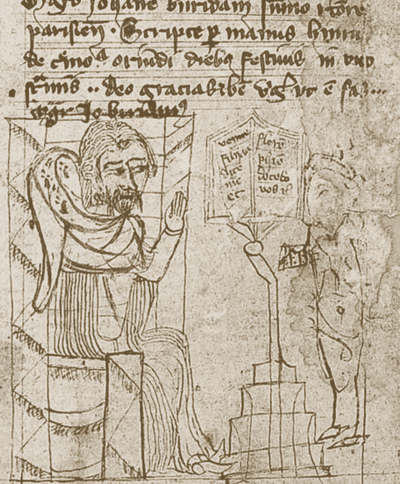
Jean Buridan

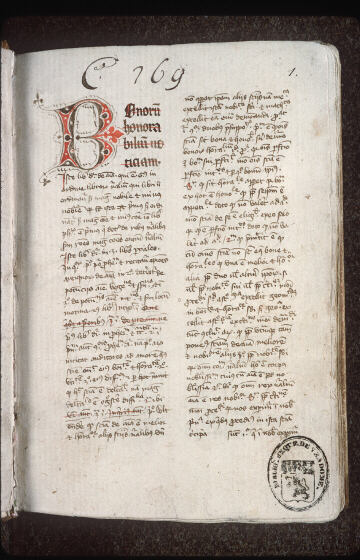
Expositio et quaestiones i Aristoteles De Anima av Jean Buridan (1362?)

Jean Buridan, även känd under den latinska namnformen Johannes Buridanus, född cirka 1295, död cirka 1358, var en fransk logiker och filosof, utbildad i Paris. Han föddes i Béthune strax söder om Lille i Frankrike. Han blev sedermera rektor 1327 i Paris. Att han skulle ha blivit utdriven från staden för en kärleksaffär med den franska drottningen är med säkerhet en myt eftersom han hade en hög position i staden åren mellan 1348 och 1358.
Buridan började sin forskning med att undersöka tröghet hos en kropp ur ett fysiskt perspektiv men gled väl mer över åt att undersöka den ur en rent psykologisk synvinkel. Hans kanske mest kända insats var en ny rörelseteori som ifrågsatte den etablerade aristoteliska, enligt vilken det var i rörelse satt luft som drev kastade eller skjutna projektiler framåt. Buridan menade att detta var fel och införde i stället begreppet impetus och hävdade att detta var en kraft från till exempel en bågskytts hand som via bågsträngen överfördes till pilen. Det som försvagade impetus och till sist fick pilen att falla ner var enligt Buridan luftens friktion. Denna teori blev allmänt accepterad vid de stora europeiska lärosätena och höll ställningarna som den ledande teorin om rörelse en bit in på 1600-talet. Galileo Galilei var väl insatt i Buridans teorier och experiment när han påbörjade sitt eget arbete.
Buridan författade Summula de dialectica eller Compendium logic (Paris, 1487), och skrev även Politik, Etik och andra verk i sann aristotelisk anda, men han ägnade ingen möda åt teologi. 
Han var beundrare och efterföljare till William av Ockham och en konsekvent nominalist. Han ägnade sig speciellt mycket åt etiska och psykologiska frågor. Där han visade på en karakteristisk förening av skepticism och dogmatism.  Han blev berömd för sina undersökningar av den fria viljan.
Hans psykologi tillät inte att beslut togs utan att de var förståndsmässigt välmotiverat avvägda. Han gav oss aforismen Åsnan mellan hötapparna – Buridans åsna (i hans texter var det egentligen hundar) – åsnan som i obeslutsamhet svälter till döds mellan två identiskt lika hötappar. Att människans val bestäms av vad som för henne synes vara det större goda, leder till att en människa som ställs mellan två lika åtråvärda alternativ kommer att försmäkta i evig obeslutsamhet.